# Maicon (football, 1981)
Maicon Douglas Sisenando, dit Maicon, né le 26 juillet 1981 à Novo Hamburgo au Brésil, est un footballeur international brésilien, évoluant au poste d'arrière droit. À l'issue d'un dernier contrat au SP Tre Penne à l'été 2021, il prend sa retraite le 16 juillet 2021.

## Biographie
Formé au Brésil, Maicon Douglas évolue au poste d'arrière droit avec Cruzeiro. En 2003, il réalise le doublé Coupe-Championnat, ce qui lui vaut d'être repéré par l'AS Monaco, qui est à la recherche d'un arrière droit après le départ d'Hugo Ibarra. Son nom ayant une forte ressemblance avec le chanteur Madcon lui valut le surnom de « Beggin ».

### Un potentiel inexploité à Monaco
À Monaco, Maicon, réalise deux saisons plus que moyennes. Défenseur peu appliqué, Maicon ne cherche à briller qu'à travers quelques incursions offensives. Ses mauvaises performances défensives (très subjectif et clairement exagéré) mais ses qualités techniques au-dessus du lot pousseront même Didier Deschamps à le tester au milieu de terrain ou à le cantonner sur le banc de touche (il est bien souvent, titulaire au sein du 11 asémiste), mais surtout cherchera à ne plus l'aligner sur le flanc droit de sa défense. Il est alors vendu à l'Inter Milan qui cherche la relève du grand Javier Zanetti et qui parie d'abord sur son potentiel.

### La consécration à l'Inter
À l'Inter il est devenu un contre-attaquant hors norme et un joueur plus que décisif dans la formation Nerazzurra. Aidé par la couverture de joueurs à vocation plus défensive comme Esteban Cambiasso ou Patrick Vieira, il met en évidence ses qualités de percussion et de dribble par des percées balle aux pieds ou des courses le long de la ligne de touche qui se terminent souvent par des occasions de buts. Défensivement il éprouve encore certaines difficultés mais il a énormément progressé dans ce domaine depuis son arrivée. Maicon remporte la Supercoupe d'Italie par quatre buts à trois quelques jours après son arrivée à l'Inter.

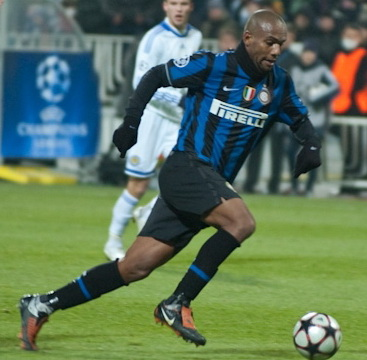
Maicon sous les couleurs de l'Inter Milan.

Sa première saison en Italie fut excellente. Alors que la plupart des Tifosis du club n'étaient pas favorables à son arrivée, le Brésilien prit une autre dimension dans la formation Intériste.
Le 16 avril 2010, Maicon marque un but splendide contre la Juventus ; il récupère à un quart d'heure de la fin un ballon aérien mal renvoyé par la défense adverse, et après trois jonglages du droit dont un coup du sombrero pour éviter le retour d'Amauri, il catapulte une somptueuse volée qui trompe Buffon et termine sa course dans le petit filet.

### Manchester City
Le 31 août 2012, Maicon signe à Manchester City un contrat de deux ans, pour un transfert qui s'élève à quatre millions d'euros (plus bonus éventuels).

### Retour en Italie
Le 27 juillet 2013, Maicon retrouve la Serie A en signant un contrat de deux ans à l'AS Rome. Il joue son premier match sous ses nouvelles couleurs le 25 août 2013, lors de la première journée de la saison 2013-2014 face à l'AS Livourne. Il est titularisé lors de cette rencontre remportée par les siens sur le score de deux buts à un. Il inscrit son premier but le 8 décembre de la même année en ouvrant le score face à l'ACF Fiorentina, en championnat. Les Romains s'imposent par deux buts à un ce jour-là.

### L'équipe nationale
En équipe nationale, il est devenu le digne successeur de Cafu. Il est en concurrence avec Dani Alves, le Barcelonais, mais il est le titulaire au poste d'arrière droit. Les deux joueurs se ressemblent, notamment par leur style de jeu très offensif et leurs carences défensives (bien que Maicon ait beaucoup progressé dans ce registre), Alvès étant plus technique et doté d'une vivacité incroyable tandis que notre protagoniste est lui plus puissant, plus percutant et se montre plus régulier et décisif en sélection auriverde.
Le 15 juin 2010, il inscrit le premier but de la Seleçao dans ses débuts à la Coupe du monde 2010 d'un superbe extérieur du pied contre la Corée du Nord.
Il fait partie des équipes type FIFA et UEFA de l'année 2010.
En juin 2014, Maicon a été sélectionné dans l'équipe du Brésil pour la Coupe du monde 2014. Il a remplacé Dani Alves en tant qu'arrière droit partant de l'équipe pour la victoire 2-1, en quart de finale contre la Colombie à Fortaleza et pour le reste du tournoi.
Le 7 septembre 2014, Maicon a été licencié de l'équipe du Brésil pour un "problème interne" non précisé.

## Statistiques

### Statistiques détaillées
| Saison                | Club                  | Championnat           | Championnat | Championnat | Coupe(s) nationale(s) | Coupe(s) nationale(s) | Supercoupe | Supercoupe | Compétition(s) continentale(s) | Compétition(s) continentale(s) | Compétition(s) continentale(s) | Supercoupe d'Europe | Supercoupe d'Europe | Coupe du monde des clubs | Coupe du monde des clubs | Brésil | Brésil | Total | Total |
| Saison                | Club                  | Division              | M.          | B.          | M.                    | B.                    | M.         | B.         | Comp.                          | M.                             | B.                             | M.                  | B.                  | M.                       | B.                       | M.     | B.     | M.    | B.    |
| 2001                  | Cruzeiro EC           | Série A               | 18          | 0           | -                     | -                     | -          | -          | CL                             | 2                              | 0                              | -                   | -                   | -                        | -                        | -      | -      | 20    | 0     |
| 2002                  | Cruzeiro EC           | Série A               | 19          | 1           | 5                     | 0                     | -          | -          | -                              | -                              | -                              | -                   | -                   | -                        | -                        | -      | -      | 24    | 1     |
| 2003                  | Cruzeiro EC           | Série A+Mineiro       | 12+1        | 0           | 2                     | 0                     | -          | -          | CS                             | 2                              | 0                              | -                   | -                   | -                        | -                        | 5      | 1      | 22    | 1     |
| 2004                  | Cruzeiro EC           | Série A+Mineiro       | 8+10        | 0           | -                     | -                     | -          | -          | CL                             | 5                              | 2                              | -                   | -                   | -                        | -                        | -      | -      | 23    | 2     |
| Sous-total            | Sous-total            | Sous-total            | 68          | 1           | 7                     | 0                     | -          | -          | -                              | 9                              | 2                              | -                   | -                   | -                        | -                        | 5      | 1      | 89    | 4     |
| 2004-2005             | AS Monaco             | Ligue 1               | 31          | 4           | 4                     | 0                     | -          | -          | C1                             | 9                              | 1                              | -                   | -                   | -                        | -                        | 8      | 0      | 52    | 5     |
| 2005-2006             | AS Monaco             | Ligue 1               | 28          | 1           | 3                     | 0                     | -          | -          | C1+C3                          | 2+5                            | 0+1                            | -                   | -                   | -                        | -                        | -      | -      | 38    | 2     |
| Sous-total            | Sous-total            | Sous-total            | 59          | 5           | 7                     | 0                     | -          | -          | -                              | 16                             | 2                              | -                   | -                   | -                        | -                        | 8      | 0      | 90    | 7     |
| 2006-2007             | Inter Milan           | Serie A               | 32          | 2           | 3                     | 0                     | 1          | 0          | C1                             | 8                              | 1                              | -                   | -                   | -                        | -                        | 14     | 1      | 58    | 4     |
| 2007-2008             | Inter Milan           | Serie A               | 31          | 1           | 3                     | 0                     | -          | -          | C1                             | 4                              | 0                              | -                   | -                   | -                        | -                        | 11     | 1      | 49    | 2     |
| 2008-2009             | Inter Milan           | Serie A               | 29          | 4           | 3                     | 0                     | 1          | 0          | C1                             | 8                              | 1                              | -                   | -                   | -                        | -                        | 11     | 2      | 52    | 7     |
| 2009-2010             | Inter Milan           | Serie A               | 33          | 6           | 5                     | 0                     | 1          | 0          | C1                             | 13                             | 1                              | -                   | -                   | -                        | -                        | 15     | 1      | 67    | 8     |
| 2010-2011             | Inter Milan           | Serie A               | 28          | 1           | 4                     | 0                     | 1          | 0          | C1                             | 8                              | 0                              | 1                   | 0                   | 1                        | 0                        | 3      | 0      | 46    | 1     |
| 2011-2012             | Inter Milan           | Serie A               | 24          | 2           | 2                     | 1                     | -          | -          | C1                             | 3                              | 0                              | -                   | -                   | -                        | -                        | -      | -      | 29    | 3     |
| 2012-2013             | Inter Milan           | Serie A               | -           | -           | -                     | -                     | -          | -          | C3                             | 1                              | 0                              | -                   | -                   | -                        | -                        | -      | -      | 1     | 0     |
| Sous-total            | Sous-total            | Sous-total            | 177         | 16          | 20                    | 1                     | 4          | 0          | -                              | 45                             | 3                              | 1                   | 0                   | 1                        | 0                        | 54     | 5      | 302   | 25    |
| 2012-2013             | Manchester City       | Premier League        | 9           | 0           | 1                     | 0                     | -          | -          | C1                             | 3                              | 0                              | -                   | -                   | -                        | -                        | -      | -      | 13    | 0     |
| Sous-total            | Sous-total            | Sous-total            | 9           | 0           | 1                     | 0                     | -          | -          | -                              | 3                              | 0                              | -                   | -                   | -                        | -                        | -      | -      | 13    | 0     |
| 2013-2014             | AS Rome               | Serie A               | 28          | 2           | 3                     | 0                     | -          | -          | -                              | -                              | -                              | -                   | -                   | -                        | -                        | 9      | 1      | 40    | 3     |
| 2014-2015             | AS Rome               | Serie A               | 14          | 1           | 2                     | 0                     | -          | -          | C1                             | 3                              | 1                              | -                   | -                   | -                        | -                        | -      | -      | 19    | 2     |
| 2015-2016             | AS Rome               | Serie A               | 15          | 1           | 1                     | 0                     | -          | -          | C1                             | 3                              | 0                              | -                   | -                   | -                        | -                        | -      | -      | 19    | 1     |
| Sous-total            | Sous-total            | Sous-total            | 57          | 4           | 6                     | 0                     | -          | -          | -                              | 6                              | 1                              | -                   | -                   | -                        | -                        | 9      | 1      | 78    | 6     |
| 2017                  | Avaí FC               | Série A               | 9           | 1           | -                     | -                     | -          | -          | -                              | -                              | -                              | -                   | -                   | -                        | -                        | -      | -      | 9     | 1     |
| Total sur la carrière | Total sur la carrière | Total sur la carrière | 379         | 27          | 41                    | 1                     | 4          | 0          | -                              | 79                             | 8                              | 1                   | 0                   | 1                        | 0                        | 76     | 7      | 581   | 43    |

### Buts en sélection
| Buts en sélection de Maicon Douglas | Buts en sélection de Maicon Douglas | Buts en sélection de Maicon Douglas | Buts en sélection de Maicon Douglas | Buts en sélection de Maicon Douglas | Buts en sélection de Maicon Douglas | Buts en sélection de Maicon Douglas |
| #                                   | Date                                | Lieu                                | Adversaire                          | Score                               | Résultats                           | Compétitions                        |
| ----------------------------------- | ----------------------------------- | ----------------------------------- | ----------------------------------- | ----------------------------------- | ----------------------------------- | ----------------------------------- |
| 1                                   | 15 juillet 2003                     | Mexico, Mexique                     | Honduras                            | 1-0                                 | 2-1                                 | Gold Cup 2003                       |
| 2                                   | 10 juillet 2007                     | Maracaibo, Venezuela                | Uruguay                             | 1-0                                 | 2-2 a.p. 5-4 t.a.b.                 | Copa América 2007                   |
| 3                                   | 22 août 2007                        | Montpellier, France                 | Algérie                             | 1-0                                 | 2-0                                 | Match amical                        |
| 4                                   | 19 novembre 2008                    | Brasilia, Brésil                    | Portugal                            | 3-1                                 | 6-2                                 | Match amical                        |
| 5                                   | 18 juin 2009                        | Pretoria, Afrique du Sud            | États-Unis                          | 3-0                                 | 3-0                                 | Coupe des confédérations 2009       |
| 6                                   | 15 juin 2010                        | Johannesbourg, Afrique du Sud       | Corée du Nord                       | 1-0                                 | 2-1                                 | Coupe du monde 2010                 |
| 7                                   | 16 novembre 2012                    | Miami, États-Unis                   | Honduras                            | 3-0                                 | 5-0                                 | Match amical                        |

## Palmarès
Maicon commence sa carrière professionnelle au Cruzeiro EC avec qui il va remporter le Championnat du Minas Gerais mais surtout être sacré champion du Brésil en 2003 lors d'une année où le club s'offre un doublé en remportant également la Coupe du Brésil mais Maicon ne joue pas la finale.
Après un passage à l'AS Monaco sans trophée, c'est à l'Inter Milan qu'il va étoffer son palmarès en remportant tout d'abord un premier titre dès son premier match au club avec la Supercoupe d'Italie 2006 avant de terminer sa première saison en étant titré champion d'Italie mais en échouant en finale de Coupe d'Italie. La saison suivante ressemble à la première, puisqu'il est de nouveau champion d'Italie en 2008 et finaliste de la Coupe d'Italie. Sa troisième saison au club, débute de nouveau avec un trophée, remportant une seconde Supercoupe d'Italie et termine avec un troisième Championnat d'Italie consécutif mais c'est l'année 2010 qui est la plus importante de sa carrière en termes de palmarès puisqu'il remporte le plus gros titre de sa carrière, soulevant la Ligue des champions avant de faire le doublé Coupe-Championnat, de remporter la Supercoupe d'Italie et la Coupe du monde des clubs. Se sera ses derniers titres en Italie, puisqu'il ne joue pas la finale de Coupe d'Italie que le club remporte en 2011. Se sera également les derniers titres de sa carrière en club malgré des places de vice-champion d'Italie en 2011 avec l'Inter, en 2014 et 2015 avec l'AS Rome et d'Angleterre en 2013 avec Manchester City.
| Cruzeiro EC (3)                                                                                               | Inter Milan (10) | Manchester City                                     | AS Rome                                                 | Brésil (4) |
| --- | --- | --------------------------------------------------- | ------------------------------------------------------- | --- |
| - Championnat du Brésil (1) : - Champion : 2003 - Championnat du Minas Gerais (2) : - Champion : 2003 et 2004 | - Championnat d'Italie (4) : - Champion : 2007, 2008, 2009 et 2010 - Vice-champion : 2011 - Ligue des Champions (1) : - Vainqueur : 2010 - Coupe du monde des clubs (1) : - Vainqueur : 2010 - Coupe d'Italie (1) : - Vainqueur : 2010 - Finaliste : 2007 - Supercoupe d'Italie (3) : - Vainqueur : 2006, 2008 et 2010 - Finaliste : 2009 - Supercoupe de l'UEFA : - Finaliste : 2010 | - Championnat d'Angleterre : - Vice-champion : 2013 | - Championnat d'Italie : - Vice-champion : 2014 et 2015 | - Copa América (2) : - Vainqueur : 2004 et 2007 - Coupe des confédérations (2) : - Vainqueur : 2005 et 2009 - Gold Cup - Finaliste : 2003 |

## Distinctions personnelles
- Élu meilleur joueur brésilien évoluant en Europe 2010 par le site Samba foot[7]